# غراتسيا زافراني
غراتسيا زافراني هي سياسية من سان مارينو، شغلت منصب الحاكم للفترة 1 أبريل 2020 – 1 أكتوبر 2020 مع أليساندرو مانشيني.
هي حفيدة لويجي زافراني، الذي شغل منصب الحاكم عام 1947 وابنة أخ روسانو زافراني، الذي شغل نفس المنصب في 1987-1988.